# Southeast Fairbanks Census Area

Lokaliseringskarta

Southeast Fairbanks Census Area är ett folkräkningsområde i den amerikanska delstaten Alaska. Dess största ort är Tok. Enligt 2000 års folkräkning hade folkräkningsområdet en befolkning på 6 174 invånare på en yta om 64 908 km².
Southeast Fairbanks Census Area gränsar i nordväst till Fairbanks North Star Borough, i norr till Yukon-Koyukuk Census Area, i syd till Valdez-Cordova Census Area, i sydväst till Matanuska-Susitna Borough och i väst till Denali Burough. Området gränsar även i öst till Yukon i Kanada.
En del av Wrangell-St. Elias nationalpark ligger i området. 

## Städer och byar
- Alcan Border
- Big Delta
- Chicken
- Delta Junction
- Deltana
- Dot Lake
- Dot Lake Village
- Dry Creek
- Eagle
- Eagle Village
- Fort Greely
- Healy Lake
- Northway
- Northway Junction
- Northway Village
- Tanacross
- Tetlin
- Tok